# Амалия Елизабет фон Ханау-Мюнценберг
Амалия Елизабет фон Ханау-Мюнценберг (на немски: Amalie Elisabeth von Hanau-Münzenberg, * 29 януари 1602 в Ханау, † 8 август 1651 в Касел) е графиня от Ханау-Мюнценберг и чрез женитба ландграфиня на Хесен-Касел, регент на Хесен-Касел от 1637 до 1650 г. по времето на Тридесетгодишната война.
Тя е дъщеря на граф Филип Лудвиг II (1576–1612) от Ханау-Мюнценберг и съпругата му Катарина Белгика от Орания-Насау (1578–1648), дъщеря на Вилхелм Орански (водач на нидерландското въстание срещу испанците).
Амалия Елизабет се омъжва на 21 септември 1619 г. за Вилхелм V фон Хесен-Касел (1602–1637), ландграф на Хесен-Касел от 1627 г. След смъртта му през 1637. г. тя е регентка на осемгодишния им син.
Амалия Елизабет умира на 8 август 1651 г. в Касел и е погребана на 30 септември 1651 г. в църквата Св. Мартин в Касел

## Деца
Амалия Елизабет и Вилхелм V фон Хесен-Касел имат децата:
- Агнес (1620–1621)
- Мориц (1621–1621)
- Елизабет (1623–1624)
- Вилхелм (1625–1626), наследствен принц на Хесен-Касел
- Емилия (1626–1693), ∞ 1648 Хенри Шарл, duc de La Tremoille (1620–1672)
- Вилхелм VI (1629–1663), ландграф на Хесен-Касел, ∞ 1649 Хедвиг София фон Бранденбург (1623–1683)
- Шарлота (1627–1686), ∞ 1650–1657 (разв.) Карл I Лудвиг от Пфалц (1617–1680)
- Филип (1630–1638)
- Адолф (1631–1632)
- Карл (1633–1635)
- Елизабет (1634–1688), абатиса на Херфорд
- Луиза (1636–1638)